# Marion Roper
Marion Charlotte Roper, geboren als Marion Charlotte Dale, (* 15. September 1910 in Chicago, Illinois; † 10. Februar 1991 in Ventura, Kalifornien) war eine Turmspringerin aus den Vereinigten Staaten. Sie gewann bei den Olympischen Spielen 1932 eine Bronzemedaille.

## Karriere
Marion Roper sprang für den Los Angeles Athletic Club.
Bei den Olympischen Spielen 1932 in Los Angeles traten im Turmspringen mit Georgia Coleman, Dorothy Poynton und Marion Roper drei Springerinnen vom Los Angeles Athletic Club für die Vereinigten Staaten an. Hinzu kamen drei Springerinnen aus Europa und die Japanerin Etsuko Kamakura. Es mussten je zwei Sprünge vom Fünf-Meter-Turm und vom Zehn-Meter-Turm gezeigt werden. Dorothy Poynton gewann den Wettbewerb mit deutlichem Vorsprung. Dann folgten Georgie Coleman, Marion Roper und die Schwedin Ingeborg Sjöqvist relativ dicht beieinander, die anderen drei Springerinnen lagen deutlicher zurück.